# Vojtěch Fuglík
Vojtěch Fuglík SDB (11. března 1920, Dobrkovice – 31. března 1989, Borová u Poličky), byl český katolický kněz, člen řádu salesiánů.

## Studium
Jako jedenáctiletý přišel v roce 1931 do salesiánského ústavu ve Fryštáku do primy. Byl velmi nadaný a měl vlohy pro hudbu a divadlo. Po pětiletém studiu a úspěšných zkouškách na kroměřížském arcibiskupském gymnasiu vstoupil v roce 1936 do noviciátu. Noviciát se konal ve sv. Beňadiku na Slovensku. Dne 31. července 1937 zde složil první sliby.
Po těchto prvních slibech odešel do Ostravy do filozofického studentátu. Zároveň pokračoval ve studiu na arcibiskupském gymnáziu v Kroměříži, kde v roce 1940 maturoval. V rámci řeholní formace byl první dva roky asistence (termínem je myšlen řeholní stav) v Ostravě. Ve třetím roce byl poslán do brněnské oratoře, ale během roku přešel do Prahy.
V roce 1943 po prázdninách odešel na teologii na faru do Fryštáku, kde po záboru fryštáckého domu našli někteří bohoslovci útočiště. Po skončení II. světové války pokračoval ve studiu teologie nejdřív ve Dvorku, kde prožil konec války, a dále pak v Mníšku pod Brdy. Nakonec se dostal do Oseku u Duchcova, kde byl 6. července 1947 vysvěcen biskupem Weberem na kněze.

## Kněžské počátky
Po vysvěcení byl poslán do Fryštáku jako prefekt. Doposud zastával funkci prefekta ve Fryštáku P. Pitrun, který byl zároveň fryštáckým farářem. Fuglík se ujal horlivě své funkce. Byl to rok, kdy se na svatého Václava slavilo 20. výročí příchodu salesiánů do Fryštáku. Poté přišla zpráva o jmenování salesiána Štěpána Trochty litoměřickým biskupem. Fuglík začal organizovat divadelní činnost v ústavě. Měl zároveň na starosti fryštáckou oratoř. Na 8. prosince nacvičil dva výstupy ze života Dona Boska a organizoval s tímto představením zájezd do Bystřice pod Hostýnem. Na Vánoce nacvičil operetku P. Vitáska „Do Betléma”. Ta se setkala s velkým úspěchem a hrála se nejen ve Fryštáku, ale i v Holešově, v Bystřici, Mysločovicích a nakonec i v „Divadle pracujících” ve Zlíně. V lednu toho roku se pro Fryšták zakoupila promítačka. Fuglík se staral o promítání vhodných filmů.

## PTP
Přišel ovšem únor 1948 a s ním změna politických poměrů. Komunistickým pučem a tím, co po něm následovalo, byla divadelní činnost značně omezena. Hrálo se dál, ale jen ve Fryštáku. Nebylo možné pořádat zájezdy, protože většina divadelních sálů, kde se před tím hrálo, byla zabavena. Na podzim toho roku došlo k zatčení ředitele ústavu P. Meda. Fuglík se ujal dočasně řízení ústavu. Ale pro svoji horlivost a postoje byl sám v nebezpečí zatčení a proto si vyměnil místo s P. Hrobařem. Odešel jako prefekt do Hodoňovic, aby zmizel místním komunistům z očí.
V Hodoňovicích mu připadla péče o Bašku pokračoval v činnosti započaté P. Hrobařem a na slavnost Božího Těla se v Bašce světily zvony, varhany a bylo slavné biřmování. Pak přišel rok 1950 a s ním zábor Hodoňovic. Fuglík byl v rámci Akce K organizované Státní bezpečností odvezen do Oseku do internace. Odtud byl odveden k PTP. Po propuštění střídal různá civilní zaměstnání. V šedesátých letech byl spolu se svým spolužákem P. Augustýnem Holíkem zaměstnán u pekáren. Jezdili spolu bílit a malovat různé pekárenské provozovny.

## Období uvolnění režimu
K uvolnění došlo až v roce 1968 na podzim, když se biskup Štěpán Trochta vrátil do Litoměřic. Fuglík odchází s P. Holíkem do litoměřické diecéze. Nastoupil jako duchovní správce do Trmic, kde byl doposud v duchovní správě biskup Karel Otčenášek, který odešel do své hradecké diecéze v naději, že se bude moci ujmout svého úřadu.
V Trmicích rozvinul Fuglík širokou pastorační činnost. K Trmicím patřila řada okolních obcí, kde byly kostely v žalostném stavu. Fuglík organizoval svépomocí jejich opravu. Zval si brigádníky, své známé a přátele z Moravy, a postupně řadu kostelů opravil. Na faře v Trmicích poskytoval brigádníkům, v létě zvláště mládeži, ubytování a také duchovní pastorační péči. Zaměstnal postupně další spolubratry salesiány, především P. Holíka, který měl souhlas k výpomoci. Dále přišel P. Václav Teplý, stavební inženýr, který se věnoval vedle duchovní správy stavební činnosti. P. Vitásek, byl zaměstnán jako varhaník, koadjutor pan Jan Rychlý. Na neděle přijížděli pomáhat spolubratři z Prahy, zvláště v roce 1969, kdy se většina tajně vysvěcených starších salesiánských spolubratří zveřejnila; měli ve svých rodištích primice a Fuglík byl oblíbený primiční kazatel.

## Normalizace a kříž
Normalizace tuto činnost postupně omezovala. Spolubratři salesiáni museli z trmické fary odejít. V roce 1973 se musel vrátit biskup Karel Otčenášek a Fuglík musel odejít na jeho místo do Plotiště u Hradce Králového, kde do té doby biskup Otčenášek marně vyčkával na převzetí svého biskupského úřadu v Hradci Králové. Fuglík i v Plotišti pokračoval v horlivé činnosti. Opravil zdejší kostel, poutní kostel svatého Václava na Chloumku a začal opravovat kostel v Holohlavech, který už nedokončil. Dne 4. září 1976 ho postihla u oltáře mozková příhoda. Ztratil řeč a pohyblivost. Byl upoután na lůžko. Od té doby žil na faře v Holohlavech. Pečovala o něj sestra Milada Kašparová, která hospodařila dříve biskupovi Otčenáškovi v Plotišti a na místě zůstala s Fuglíkem, když se musel biskup Otčenášek vrátit do Trmic. V roce 1984 se Milada Kašparová stala salesiánskou řádovou sestrou kongregace Dcer Panny Marie Pomocnice (FMA).
Utrpení Fuglíka bylo veliké. Byl velmi živé povahy, avšak po mozkové příhodě dvanáct let jen ležel. Pohybovat se mohl jen na vozíčku a nemohl promluvit. Trpělivě vše snášel a všechny osobní bolesti obětoval za salesiánské dílo i za řádové sestry (FMA), které v té době v Československu tajně začínaly. Tyto řeholní sestry se občas scházely k formačním setkáním právě na faře v Holohlavech. Fuglík zemřel v pátek 31. března 1989 v Borové u Poličky, kam si ho jeho věrný ošetřovatel a pomocník sestry Milady na čas vzal, aby si sestra Milada mohla odpočinout.
Pohřben byl na hřbitově ve Velkém Ořechově u Zlína v sobotu 8. dubna 1989.